# سفارة تونس لدى اليونان
سفارة تونس لدى اليونان هي البعثة الدبلوماسية لجمهورية تونس لدى جمهورية اليونان، وتقع بالعاصمة أثينا.